# Ременяк Артур Володимирович
Артур Володимирович Ременяк (нар. 9 серпня 2000, Великий Любінь, Україна) — український футболіст, атакувальний півзахисник та нападник «Минаю».

## Життєпис
Народився Великому Любені. Батько — Ременяк Володимир Васильович, голова Городоцької міської громади.
Вихованець футбольного клубу «Львів», у футболці якого виступав у ДЮФЛУ. У дитячо-юнацькій футбольній лізі провів 61 матч та забив 34 голи. Був викликаний у Юнацьку збірну України з футболу (U-16) для участі у XIII міжнародному турнірі пам’яті В. Баннікова, провів три поєдинки.
У сезоні 2017/18 років виступав за юнацьку команду «Львова», яка у тому сезоні представляла основну команду ФК «Верес» та виступала під її логотипом на юнацькому та молодіжному рівнях; також виходив на поле в одному поєдинку молодіжної команди містян. За результатами Чемпіонату U-19 львів'яни зайняли четверте місце, а сам Артур як капітан команди відзначився 10 голами у 26 поєдинках. Починаючи з сезону 2018/19 років грав за молодіжну команду «Львова».
За першу команду львів'ян дебютував 22 листопада 2020 року в переможному виїзному поєдинку 10-го туру Прем'єр-ліги України проти чернігівської «Десни». Артур вийшов на поле на 90+3-й хвилині, замінивши Назарія Нича. Загалом за три сезони в основній команді футбольного клубу «Львів» провів 41 матч, відзначився 4 голами. Викликався у молодіжну збірну України з футболу U-21 для підготовки до участі в Турнірі пам'яті Валерія Лобановського й товариського матчу з командою Туреччини U-21. 
У липні 2023 року підписав двохрічний контракт із футбольним клубом «Минай». У сезоні 2023/2024 провів 19 поєдинків, відзначився 5 голами.